# Eva Kess
Eva Kess (* 10. April 1985 in Berlin-Schöneberg als Eva Patricia Kesselring) ist eine deutsche Jazzmusikerin (Kontrabass, auch Stimme, Komposition).

## Leben und Wirken
Kess begann als Kind in Porto Alegre mit Ballett und Stepptanz. Zurück in Europa erhielt sie in Bern neben Ballett- klassischen Klavierunterricht; im Alter von 17 Jahren entdeckte sie den Kontrabass. Sie studierte an der Hochschule der Künste Bern bei Patrice Moret und an der Musik-Akademie der Stadt Basel bei Larry Grenadier und Bänz Oester (Bachelor 2011). In einem Aufbaustudium an der Hochschule der Künste Bern erkundete sie zwischen 2017 und 2019 die Komposition für große Ensembles bei Guillermo Klein, Django Bates, Bert Joris, Martin Streule, Frank Sikora und Klaus Wagenleiter; sie absolvierte den Master in zeitgenössischer Jazzkomposition
und Theorie mit dem Prädikat „sehr gut“.
Als Jazzmusikerin trat Kess in der Schweiz ebenso wie in Berlin, Paris, Barcelona, Zagreb und Rio de Janeiro auf. Das Friedl Wald-Stipendium ermöglichte ihr 2010 einen Studienaufenthalt in New York, wo sie Privatunterricht bei Larry Grenadier und Matt Penman nahm.
Ihr Debütalbum Wondering What Is Coming veröffentlichte Kess 2010 mit ihrem Quintett als Eigenproduktion. 2017 erschien bei Unit Records ihr Quartettalbum Flying Curly. Das Folgealbum Bassexperiment (2019) stellte sie als Solistin vor. Ihr Septett-Album Sternschnuppen – Falling Stars, das auf dem Label Neuklang veröffentlicht wurde, zählte das Cadence Magazine zu den zehn besten Jazzplatten des Jahres 2020. Ihr Album Inter-Musical Love Letter (Unit Records 2022) nahm sie in Ko-Produktion mit Radio SRF 2 Kultur mit einem 14-köpfigen, ausgezeichnet besetzten Ensemble auf.